# ريال سوسيداد كانتيرا
ريال سوسيداد كانتيرا الخاص بنادي ريال سوسيداد الإسباني لكرة القدم هو أكاديمية الشباب التابعة للمنظمة، والتي تعمل على تطوير اللاعبين منذ الطفولة وحتى دمج أفضل المواهب في فرق الكبار.
الفئة الأخيرة ضمن هيكل الشباب هي فريق الشباب (تحت 19 سنة) (البشكنشية: Gazteak A) فريق تحت 18/19 عامًا والذي يمثل النادي في المنافسة الوطنية. ينتقل الخريجون الناجحون عادة إلى فرق الاحتياط بالنادي، ريال سوسيداد سي أو ريال سوسيداد بي، والتي تعتبر أيضًا جزءًا من الكانتيرا نظرًا لكونها مرحلة في التقدم نحو الفريق الأول، على الرغم من التنافس في نظام الدوري للبالغين.
تتمركز الأكاديمية في مجمع تدريب النادي، زوبييتا، وهو غالبًا ما يكون المصطلح المستخدم للإشارة إلى النظام نفسه.

## الخلفية والبنية
تولي أندية كرة القدم الكبرى في الدوريات الإسبانية عمومًا أهمية كبيرة لتطوير مراكزها للترويج للاعبين من الداخل أو بيعهم لأندية أخرى كمصدر للإيرادات، ونادي ريال سوسيداد ليس استثناءً. حتى أواخر الثمانينيات، كان النادي يتبع سياسة تجنيد اللاعبين الباسكيين فقط ولكنه تخلى عن هذه السياسة من أجل البقاء قادرًا على المنافسة؛ ومع ذلك، لا تزال شبكة تجنيد الشباب الخاصة بهم تركز حول مقاطعة جيبوثكوا الأصلية، وهناك اتفاقيات تعاون قائمة مع الأندية الصغيرة في المنطقة، بمساعدة مالية من الحكومة الإقليمية. في عام 2013، لوحظ أن 22 من أصل 23 عضوًا في فريق الشباب في ذلك الموسم كانوا من جيبوثكوا.

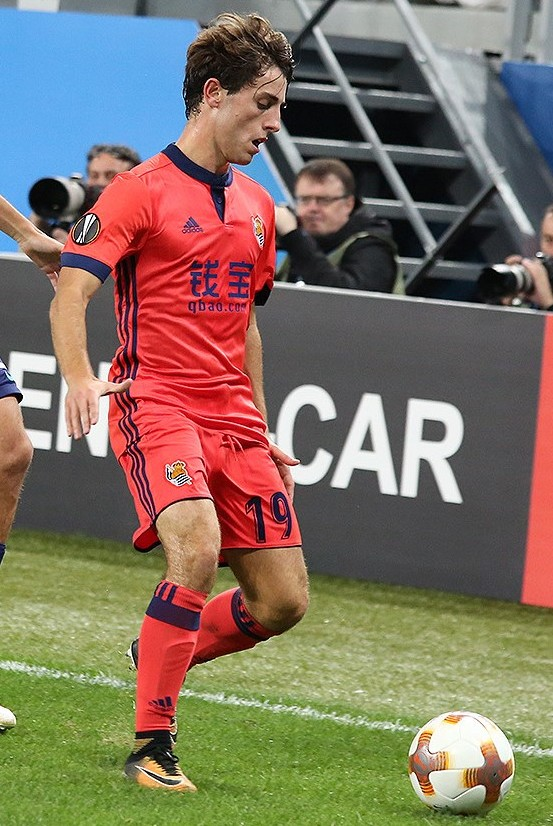
ألفارو أودريوزولا هو مثال حديث للاعب انضم إلى النادي في سن مبكرة، وانتقل عبر مستويات الشباب وأثبت نفسه في الفريق الأول

تم تحقيق المكانة الجيدة لريال سوسيداد في الدوري الإسباني بعد ترقيته في عام 2010، بما في ذلك التأهل لدوري أبطال أوروبا 2013-2014، باستخدام نسبة كبيرة من اللاعبين المحليين، مع الغالبية العظمى من هؤلاء القادمين من المقاطعة المحلية (والتي يبلغ عدد سكانها 715000 نسمة، وهي منطقة جذب صغيرة لنادي كرة قدم النخبة، ومع هذا التجمع المحتمل للمواهب الذي استنزفه أتليتيك بلباو أيضًا باعتباره منطقة تجنيد أساسية)، مما يشير إلى مستوى عالٍ من التدريب وتطوير اللاعبين الشباب تحت تصرفهم.
كانت نسبة كبيرة من لاعبي الفريق الأول في العقد الأول من القرن الحادي والعشرين من خريجي أكاديمية الشباب: 15 من الفريق في عام 2014 (وفقًا للتحليل من المركز الدولي للدراسات الرياضية). في عام 2016، كان إجمالي عدد "اللاعبين المحليين" البالغ 16 لاعبًا (وفقًا لإرشادات الاتحاد الأوروبي لكرة القدم: ثلاث سنوات من التدريب بين سن 15 و21 عامًا) الذين ما زالوا في ناديهم التكويني هو ثاني أعلى رقم في الدوريات الخمس الكبرى في أوروبا، وهو أكبر بكثير من جميع الأندية النخبوية الأخرى باستثناء جارهم أتليتيك بلباو. وعلاوة على ذلك، أظهر تحليل نهاية العام أن هؤلاء الخريجين لم يكونوا مجرد أعضاء احتياطيين في الفريق بل كانوا عناصر متكاملة للفريق، حيث شاركوا في 50% من الدقائق في الدوري الإسباني 2016-2017، حيث احتلوا المركز السادس. مع إدراج تسعة متدربين سابقين في أندية مؤهلة أخرى، احتل إجمالي 25 لاعباً محلياً لريال مدريد المرتبة الخامسة على مستوى القارة، على الرغم من أنه جاء في المركز الثالث في إسبانيا خلف ريال مدريد وبرشلونة اللذين احتفظا بعدد قليل فقط من المحترفين رفيعي المستوى الذين أنتجوهم. تأهل الفريق الأول لدوري أبطال أوروبا مرة أخرى في موسم 2022-23 من الدوري الإسباني، باستخدام فريق يحتوي على بعض المواهب عالية الجودة من مواقع مختلفة ولكن مع هوية زوبييتا القوية في قلبه.

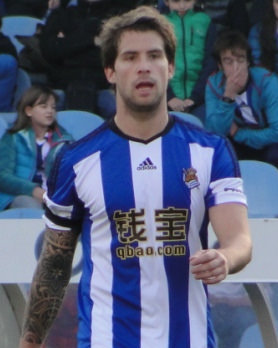
حقق رحيل الخريج الشاب إينيغو مارتينيز في عام 2018 للنادي رسومًا قدرها 32 مليون يورو.

بعد مراقبتهم في فرق الشركاء، يتم إدخال مجموعة أساسية من الأولاد من مقاطعة جيبوثكوا لأول مرة إلى مستوى فئة الأشبال لنظام مركز التدريب التابع لنادي ريال سوسيداد في حوالي سن 12 عامًا ، وهذا في وقت لاحق من معظم الأندية الأخرى في إسبانيا التي تضم عادةً مجموعات بنيامين (أقل من 9/10) و/أو أليفين (أقل من 11/12)، ويتقدمون كل موسم من خلال مستويات الكاديت والشباب. اللاعبون الذين يحتفظ بهم ريال مدريد بعد فترة فريق الشباب (تحت 19 سنة) (الذين يبلغون من العمر حوالي 17 عامًا) ينضمون عادةً إلى ريال سوسيداد ج، إضافة 2016 إلى هيكل النادي، مع تعزيز هذا الفريق عادةً ببعض التعاقدات من أندية الشباب في المنطقة مثل نادي أنتيغوا الرياضي، وهو فريق صغير في سان سيباستيان يتحدى بانتظام فرق الشباب المحترفة على اللقب في مجموعتهم دوري الدرجة الممتازة. يقضي اللاعبون عادة موسمًا أو موسمين في ريال سي قبل أن يتم ترقية الأفضل منهم إلى فريق الاحتياطي سانسي ثم إلى الفريق الأول عندما يعتبرون جاهزين للقيام بذلك.
كان هناك استثناء ملحوظ لهذا التركيز المحلي وهو أنطوان جريزمان من شرق فرنسا والذي تم دمجه في الإعداد في سن مبكرة بعد أن تم تحديد إمكاناته من قبل موظفي ريال مدريد في حدث ما؛ في عام 2014 غادر النادي مقابل رسوم انتقال بلغت 30 مليون يورو. بالإضافة إلى جريزمان، أنتج نظام شباب ريال سوسيداد ثلاثة لاعبين آخرين خلال العقد الأول من القرن الحادي والعشرين والذين حصلوا على مكاسب كبيرة من الانتقالات عندما غادروا: انتقل آسير إياراميندي إلى ريال مدريد في يوليو 2013 مقابل 32.2 مليون يورو فقط ليعود بعد عامين مقابل نصف هذا المبلغ تقريبًا؛ في يناير 2018، وقع إينيغو مارتينيز لصالح منافسه أتليتيك بلباو بعد أن دفعوا رسوم الشرط الجزائي البالغة 32 مليون يورو؛ في يوليو من ذلك العام، انتقل ألفارو أودريوزولا أيضًا إلى ريال مدريد مقابل رسوم ورد أنها 30 مليون يورو بالإضافة إلى 5 ملايين يورو من الإضافات المشروطة.

## المسابقات الوطنية
يلعب فريق فريق الشباب (تحت 19 سنة) في المجموعة الثانية من دوري الدرجة الممتازة فئة الشباب لكرة القدم كمنافسة سنوية منتظمة. منافسيهم الرئيسيين في المجموعة بالدوري هم أتليتيك بلباو وأوساسونا. يلعب فريق تحت 17 عامًا، فريق الشباب الثاني (تحت 18–19 سنة). (سمي على اسم مستعار لمدينة سان سيباستيان والذي يشتق بدوره من مدينة أوياسو الرومانية القريبة)، في الدوري الوطني للشباب لكرة القدم. وهو القسم الأدنى من نفس الهيكل.
ويشارك الفريق أيضًا بانتظام في كأس الأبطال وكأس الملك للشباب، ويعتمد التأهل إليها على المركز النهائي في المجموعة بالدوري. في هذه المسابقات الوطنية، تضم المنافسة فرق الأكاديمية لبرشلونة وأتلتيكو مدريد وإشبيلية وريال مدريد.

## البطولات الدولية
في موسم 2012-2013، تأهل الفريق الأول لنادي ريال سوسيداد إلى مرحلة المجموعات في دوري أبطال أوروبا UEFA، مما يعني أن فريق الشباب يمكن أن يلعب في نسخة 2013-2014 من دوري أبطال أوروبا للشباب. احتلوا صدارة مجموعتهم في المسابقة ولكن تم إقصائهم من مرحلة خروج المغلوب على يد شالكه 04.
على مدى العقد التالي لم تكن هناك فرصة أخرى للمشاركة بسبب فشل الفريق الأول في التأهل (كان الطريق البديل إلى دوري الشباب هو الفوز بكأس كأس الأبطال في الموسم السابق ولكن ريال جوفينيل لم يتمكن من تحقيق ذلك). كان التأهل التالي، نتيجة تأهل الفريق الأول لدوري أبطال أوروبا، في 2023-24 : احتل الشباب المركز الأخير في مجموعة صعبة ضمت بنفيكا وريد بول سالزبورغ، والتي تم الإشارة إلى قوتها الثابتة على مستوى الأكاديمية من خلال اجتماعاتهم في نهائي البطولة في كل من 2016-17 و2021-22.

### المدربين الرئيسيين
المدربون هم في الغالب لاعبون سابقون في ريال مدريد تخرجوا من زوبييتا، وهو ما ينطبق أيضًا على لورين جواروس، مدير كرة القدم السابق للنادي والذي شغل المنصب من عام 2009 حتى عام 2018. في عام 2023، لوحظ أن العديد من مديري الأندية النخبة في أوروبا كانوا من جيبوثكوا واختبروا نظام كانتيرا ريال سوسيداد كلاعبين (على الرغم من عدم مشاركة جميعهم في التدريب في ناديهم التكويني).
| فريق          | عمر   | مدرب             | الطبقة | الدوري                           |
| ------------- | ----- | ---------------- | ------ | -------------------------------- |
| الأحداث أ     | 16-18 | جون ميكيل أرييتا | 1      | فرقة الشرف (الصف الثاني)         |
| إيسو          | 16-17 | أوناي غازبيو     | 2      | الدوري الوطني (المجموعة الرابعة) |
| كاديت أ       | 15-16 | وادي جوركا       | 1      | كاديتي ليجا فاسكا                |
| كاديتي تكسيكي | 14-15 | إيجويتز إتكساري  | 2      | فرقة الشرف للكاديت               |

## موسم إلى موسم ( فريق الشباب (تحت 19 سنة))

### الدوري الممتاز / دوري الشرف تحت 19
المواسم التي تحتوي على كأسين أو أكثر موضحة بالخط العريض
| موسم    | مستوى | مجموعة    | مركز       | كأس ملك إسبانيا للشباب | ملحوظات                                         |
| ------- | ----- | --------- | ---------- | ---------------------- | ----------------------------------------------- |
| 1986–87 | 1     | غير متوفر | الرابع عشر | غير متوفر              | هبط                                             |
| 1987–88 | 2     | 2         | الأول      | غير متوفر              | المركز الرابع في مجموعة التصفيات، لم يتم ترقيته |
| 1988–89 | 2     | 2         | الأول      | غير متوفر              | المركز الثاني في مجموعة التصفيات، لم يتم ترقيته |
| 1989–90 | 2     | 2         | الأول      | غير متوفر              | الأول في مجموعة التصفيات، لم يتم ترقيته         |
| 1990–91 | 2     | 2         | الأول      | غير متوفر              | الأول في مجموعة التصفيات، لم يتم ترقيته         |
| 1991–92 | 2     | 2         | الثاني     | غير متوفر              | الأول في مجموعة التصفيات، لم يتم ترقيته         |
| 1992–93 | 2     | 2         | الأول      | غير متوفر              | المركز الثاني في مجموعة التصفيات، لم يتم ترقيته |
| 1993–94 | 2     | 2         | الثاني     | غير متوفر              |                                                 |
| 1994–95 | 2     | 2         | الثاني     | غير متوفر              | لا ترقية بسبب إعادة الهيكلة                     |

### قسم شرف الشباب
المواسم التي تحتوي على كأسين أو أكثر موضحة بالخط العريض
| *الموسم* | المستوى | المجموعة | مركز           | كوبا ديل راي جيوف | كوبا دي كامبيونز   | أوروبا/النص               |
| -------- | ------- | -------- | -------------- | ----------------- | ------------------ | ------------------------- |
| 1995–96  | 1       | 2        | الثاني         | ربع النهائي       | ن/أ                | —                         |
| 1996–97  | 1       | 2        | الأول          | ربع النهائي       | الثالث في مجموعة 3 | —                         |
| 1997–98  | 1       | 2        | الأول          | جولة 16           | الفائزون           | —                         |
| 1998–99  | 1       | 2        | الأول          | جولة 16           | الفائزون           | —                         |
| 1999–00  | 1       | 2        | الثالث         | جولة 16           | ن/أ                | —                         |
| 2000–01  | 1       | 2        | الرابع         | ن/أ               | ن/أ                | —                         |
| 2001–02  | 1       | 2        | الثاني         | ربع النهائي       | ن/أ                | —                         |
| 2002–03  | 1       | 2        | الرابع         | ن/أ               | ن/أ                | —                         |
| 2003–04  | 1       | 2        | الثاني         | ربع النهائي       | ن/أ                | —                         |
| 2004–05  | 1       | 2        | الرابع         | ن/أ               | ن/أ                | —                         |
| 2005–06  | 1       | 2        | الثالث         | ربع النهائي       | ن/أ                | —                         |
| 2006–07  | 1       | 2        | الثاني         | نصف النهائي       | ن/أ                | —                         |
| 2007–08  | 1       | 2        | الأول          | ربع النهائي       | الثالث في مجموعة 3 | —                         |
| 2008–09  | 1       | 2        | الثاني         | جولة 16           | ن/أ                | —                         |
| 2009–10  | 1       | 2        | الثاني         | جولة 16           | ن/أ                | —                         |
| 2010–11  | 1       | 2        | الثاني         | جولة 16           | ن/أ                | —                         |
| 2011–12  | 1       | 2        | الأول          | ربع النهائي       | ربع النهائي        | ن/أ                       |
| 2012–13  | 1       | 2        | الرابع         | ن/أ               | ن/أ                | ن/أ                       |
| 2013–14  | 1       | II       | الأول          | ربع النهائي       | المنتخبون          | الأول في المجموعة جولة 16 |
| 2014–15  | 1       | II       | الأول          | ربع النهائي       | ربع النهائي        | ن/أ                       |
| 2015–16  | 1       | II       | الخامس         | ن/أ               | ن/أ                | ن/أ                       |
| 2016–17  | 1       | II       | الرابع         | ن/أ               | ن/أ                | ن/أ                       |
| 2017–18  | 1       | II       | الثاني         | ربع النهائي       | ن/أ                | ن/أ                       |
| 2018–19  | 1       | II       | الثاني         | ربع النهائي       | ن/أ                | ن/أ                       |
| 2019–20  | 1       | II       | الثاني         | ن/أ               | ن/أ                | ن/أ                       |
| 2020–21  | 1       | II-B/C   | الرابع والسادس | N/A               | ن/أ                | N/A                       |
| 2021–22  | 1       | II       | الخامس         | ن/أ               | ن/أ                | ن/أ                       |
| 2022–23  | 1       | II       | الثاني         | جولة 32           | ن/أ                | ن/أ                       |
| 2023–24  | 1       | II       | الثالث         | جولة 32           | ن/أ                | الرابع في المجموعة        |

## الأوسمة
- دوري الدرجة الممتازة (المجموعة الثانية) :(الدوري الجهوي)
  - 2 1982(الدوري الوطني للأحداث 1975 إلى 1986)
  - 7 1997، 1998، 1999، 2008، 2012، 2014، 2015(التنسيق الحالي منذ عام 1995)
- كأس الأبطال الشباب :
  - الفائزون: 2 1998، 1999
  - الوصيف: 2014[31]
- كأس ملك إسبانيا للشباب :
  - الفائزون: 1 1955
  - الوصيف: 1952، 1968

## خريجون بارزون
يعود تاريخ مركز التدريب والأكاديمية الذي تم بناؤه خصيصًا للنادي في زوبييتا إلى عام 1982، ولكن يجب الإشارة بشكل خاص إلى جيل اللاعبين الذين ظهروا قبل افتتاحه مباشرة: فاز ريال سوسيداد بالدوري الإسباني في عامي 1981 و1982 بفريق لعب مليء بالمواهب المحلية (لم يتم تطوير جميع اللاعبين منذ الطفولة، ولكن أولئك الذين وصلوا في وقت لاحق تم الحصول عليهم من الأندية المحلية في المنطقة في سن المراهقة أو في أوائل العشرينات من العمر وتحسينهم بشكل أكبر). مجموعة تتألف من لويس أركونادا، جينارو زيليتا، إيناسيو كورتاباريا، خوان أنطونيو لارانياغا، ألبرتو جوريز، جازتيلو، بيريكو ألونسو، خوسيه دييغو، روبرتو لوبيز أوفارتي، بيو أورالدي، خوسيه ماري باكيرو، خيسوس ماريا زامورا وخيسوس ماريا ساتروستيغي أصبحوا جميعًا لاعبين دوليين إسبان.

## روابط خارجية
- الموقع الرسمي (بالإسبانية والبشكنشية)

1. ↑  In March 2020, all fixtures were suspended due to the جائحة فيروس كورونا في إسبانيا. On 6 May 2020, the الاتحاد الملكي الإسباني لكرة القدم announced the premature end of the leagues, revoking all relegations, declaring each divisional leader as champion and cancelling the Copa del Rey Juvenil and the Copa de Campeones for the season.[30]
2. ↑  Copa del Rey Juvenil not held in 2020–21.
3. ↑  دوري شباب أوروبا not held in 2020–21.